# Vlastimil Drtina
Vlastimil Drtina (19. února 1913, Velké Poříčí – 13. června 1990, Hodonín) byl farář, předseda okrsku, člen první generace duchovních Církve československé husitské.

## Život
Působil jako farář v Hodoníně (1934–1990). Začátkem 50. let okrskový inspektor náboženské výuky, později předseda hodonínského okrsku (1962–1982). Předseda okresní mírové rady (od 1968). V letech 1946–1988 pastoračně zajišťoval diasporu v Bratislavě (jediná po válce obnovená komunita Církve československé husitské na Slovensku). Jako člen liturgické komise a teologického poradního sboru se zásadně autorsky podílel na liturgické a obřadní tvorbě Církve československé husitské (Agenda církve československé, Zpěvy pohřební, obě 1951).